# Camptostemon
Camptostemon  es un género  de fanerógamas perteneciente a la familia de las  Malváceas. Incluye seis especies.  Es originario de Australia. Fue descrito por Maxwell Tylden Masters  y publicado en Hooker's Icones Plantarum  12: 18, en el año 1872. La especie tipo es Camptostemon schultzii Mast.

## Especies
| - Camptostemon aruense Becc. - Camptostemon philippinense Becc. - Camptostemon schultzii Mast. |